# Lijst van burgemeesters van Geulle
Dit is een lijst van burgemeesters van de voormalige Nederlandse gemeente Geulle tot die gemeente op 1 januari 1982 opging in de gemeente Meerssen.
| Ambtsperiode | Naam burgemeester                           | Partij of stroming | Bijzonderheden                                                               |
| ------------ | ------------------------------------------- | ------------------ | ---------------------------------------------------------------------------- |
| 1825 - 1828  | jhr. Joannes Lambertus de Lenarts d'Ingenop |                    | vanaf 1824 al schout; tevens burgemeester van Bunde (1819-1828)              |
| 1828 - 1830  | P. Scheepers                                |                    |                                                                              |
| 1830 - 1853  | G. Maassen                                  |                    |                                                                              |
| 1853 - 1858  | J.F. Schoenmaeckers                         |                    |                                                                              |
| 1858 - 1865  | C. Maassen                                  |                    |                                                                              |
| 1865 - 1896  | Herman-Joseph Vygen                         |                    |                                                                              |
| 1896 - 1916  | S. Thijssen                                 |                    |                                                                              |
| 1916 - 1956  | jhr. A.M.H.E. van Aefferden                 |                    | tevens burgemeester van Bunde (1926-1956)                                    |
| 1956 - 1972  | Ruud (R.A.J.) van de Ven                    |                    | tevens burgemeester van Bunde, later burgemeester van Wittem                 |
| 1973 - 1975  | mr. Lodewijk Paul Hubertus Schepers         | KVP                | tevens burgemeester van Bunde (1973-1974); eerder burgemeester van Tubbergen |
| 1975 - 1980  | Joep (J.M.J.) Galiart                       | KVP                |                                                                              |
| 1980 - 1982  | Wiel (W.G.) Bremen                          | KVP / CDA          | waarnemend                                                                   |